# Carlos Lesmes
Carlos Lesmes Serrano (Madrid, 10 de junio de 1958) es un magistrado español. Entre 2013 y 2022 fue presidente del Tribunal Supremo y del Consejo General del Poder Judicial, cargo en el que estuvo la mitad de su mandato en funciones ante la imposibilidad de renovar el CGPJ.

## Carrera judicial
Lesmes nació en Madrid en 1958. Tras licenciarse en Derecho, Lesmes ingresó por oposición en las carreras judicial y fiscal en 1984, donde optó por comenzar su carrera como fiscal hasta que en 1993 accedió a la carrera judicial. Como Fiscal, estuvo destinado en las Audiencias de Alicante (1984-1985) y Madrid (1985-1992) y en el Tribunal Constitucional (1992-1993).
En 1993 reingresó en la Carrera Judicial, tras superar las oposiciones a  magistrado especialista del orden jurisdiccional contencioso-administrativo. Entre 1993 y 1996 fue magistrado en la Sala de lo Contencioso-Administrativo del Tribunal Superior de Justicia de la Comunidad Valenciana.
Entre 1996 y el año 2004 estuvo en situación de servicios especiales dentro de la Carrera Judicial, debido a que ejerció como director general de Objeción de Conciencia (1996-2000) y como director general de Relaciones con la Administración de Justicia (2000-2004), ambos cargos del Ministerio de Justicia.
Desde el 12 de mayo del 2000 hasta septiembre del 2005 fue nombrado por el Gobierno de José María Aznar del Partido Popular (PP) director general de Relaciones con la Administración de Justicia.
Lesmes regresó en 2005 a su plaza en la Sección Octava de la Sala de lo Contencioso-Administrativo de la Audiencia Nacional. Ese año fue nombrado presidente de dicha Sala, cargo que ejerció hasta el año 2010. Asimismo, fue presidente en funciones de la Audiencia Nacional desde septiembre de 2008 a abril de 2009.
En marzo de 2010, consiguió plaza en la Sala Tercera de lo Contencioso-Administrativo del Tribunal Supremo.
En 2012, Lesmes fue miembro de la Comisión Institucional designada por el Ministerio de Justicia para asesorar en la elaboración de la propuesta de reforma de Ley Orgánica del Poder Judicial y de la Ley de Demarcación y Planta Judicial.
El 9 de diciembre de 2013, fue elegido por el Pleno del Consejo General del Poder Judicial como Presidente del Tribunal Supremo. Lesmes estuvo al frente del Alto Tribunal durante casi nueve años, más que ningún otro titular en democracia, y el segundo con el mandato más largo en la historia tras José Castán Tobeñas. Su extenso tiempo en el cargo se debió al bloqueo que impidió la renovación del CGPJ una vez finalizado su mandato en diciembre de 2018, lo que provocó que estuviera en funciones cuatro años más.
Tras pedir –sin éxito– en numerosas ocasiones a las cámaras legislativas que renovasen el órgano de gobierno judicial, a finales de septiembre de 2022 solicitó un informe al Gabinete Técnico del Tribunal Supremo para establecer como sería su sucesión en caso de renuncia, y el 9 de octubre de 2022 anunció su dimisión, que se haría efectiva una vez publicada en el Boletín Oficial del Estado. Asimismo, mostró su intención de reincorporarse a su plaza en la Sala Tercera del Alto Tribunal. Su cese se hizo oficial el 12 de octubre.
Autor de diversas obras sobre protección de datos de carácter personal, Derecho de Internet, Derecho Penal Administrativo, Ética de las Profesiones Jurídicas, Contratación Pública y Proceso contencioso-administrativo, Lesmes ha participado como director y como ponente en numerosos cursos y seminarios sobre su especialidad destinados a jueces, fiscales y secretarios judiciales.

## Distinciones
- Gran Cruz de San Raimundo de Peñafort (2013).[16]
- Medalla de Oro concedida por la Liga Española Pro-Derechos Humanos por la labor en pro de la objeción de conciencia.[17][18]